# Месембрія
Месембрія (дав.-гр. Μεσέμβρια) — давньогрецьке місто на західному березі Чорного моря.

## Історія
Археологічні дослідження засвідчили, що першим його населенням були фракійці, які можливо й дали місту назву, яка сперше звучала як Менебрія. Заснували вони його у ХІІ ст. до н. е..
У 510 р. до н. е. фракійське поселення було захоплене грецькими переселенцями з Мегари, які заснували тут власну колонію під тією ж назвою. Страбон стверджував, що назва ця є поєднанням імені ойкіста Мени і фракійського слова «бріва», що означає місто (схоже пояснення існує і щодо іншої мегарської колонії Селімбрії, хоча деякі сучасні дослідники мають сумнів у достовірності такої версії).
У 493 р. до н. е. місто прийняло ще й переселенців з Візантія і Калхедона, які остерігалися каральних заходів персів після Іонійського повстання.
Згодом місто було зруйноване потужним землетрусом, внаслідок якого майже половина півострова, на якому була розташована Месембрія, пішла під воду. Але місто було швидко відбудоване. До нашого часу збереглися міські ворота, зведені ще до землетрусу, а також руїни міських мурів, акрополя, агори і жител міських мешканців.
Мелс від імені вождя фракійського племені.
У 71 р. до н. е. Месембрія опинилася під римським контролем. Після розділу Римської імперії потрапила до складу Візантії. Найвизначніша пам'ятка візантійської доби — церква Святої Софії, або ж Стара мітрополія. У 680 р. Месембрія стала єпископським містом.
У 811 році місто захопив болгарський хан Крум. Болгари називали Месембрію на свій лад — Несебром. Ця назва збереглася й донині.